# Seznam etiopskih atletov
Seznam etiopskih atletov.

## A
- Addis Abebe
- Gezahegne Abera
- Berhane Adere
- Mohammed Aman

## B
- Selemon Barega
- Kenenisa Bekele
- Abebe Bikila
- Asaf Bimro

## D
- Meseret Defar
- Lelisa Desisa
- Edžagajehu Dibaba
- Tiruneš Dibaba
- Eteneš Diro
- Kutre Duleča

## E
- Muktar Edris

## F
- Birtukan Fente

## G
- Hajle Gebrselasije

## M
- Assefa Mezgebu

## R
- Fatuma Roba

## S
- Sileši Sihine

## T
- Derartu Tulu

## V
- Gete Vami
- Mamo Volde
- Milon Volde

## Y
- Miruts Yifter